# Eadgyth
Eadgyth del Wessex (910 – 26 gennaio 946) detta anche, con la pronuncia moderna, Edith del Wessex, era figlia di Edoardo il Vecchio e sposò Ottone I di Sassonia.

## Biografia
Edith nacque all'interno della casa di Wessex attorno al 910 da Edoardo il Vecchio ed Ælfflæd e per parte di padre era nipote di Alfredo il Grande. Questa ascendenza è riportata con esattezza da Rosvita di Gandersheim nel suo Gesta Ottonis Imperatoris, mentre è riportata in modo errato da Vitichindo e Liutprando. Anche Tietmaro di Merseburgo cade in errore, ritenendola figlia di Edmondo (al pari di Vitichindo). Con questo matrimonio, la dinastia liudolfingia cercarono per la prima volta una relazione matrimoniale fuori dalla nobiltà sassone.
Di lei non si sa nulla fino a che il suo fratellastro Atelstano d'Inghilterra spedì lei e sua sorella Eadgifu d'Inghilterra in Germania per siglare un accordo con la Sassonia dicendo a Ottone I di Sassonia di scegliere quella che più lo aggradava. Ottone scelse Edith e la sposò nel 930, Eadgifu sposò in prime nozze un uomo di cui l'identità non è chiara.
Nel 936 Enrico I di Sassonia morì e Ottone divenne re dei Franchi Orientali venendo incoronato ad Aquisgrana, la cronaca dell'evento ad opera di Vitichindo di Corvey non dice che Edith venne a sua volta incoronata imperatrice, non di meno secondo Tietmaro di Merseburgo ella fu comunque unta come regina, anche se in una cerimonia separata. In qualità di regina Edith compì i doveri che le erano propri e nei registri viene spesso menzionata in relazione a donazioni alle abbazie e in questo sembra essere stata anche più diligente della suocera Matilde di Ringelheim, che poco dopo la morte venne canonizzata per acclamazione popolare, che invece negli archivi delle opere di carità ricorre per una sola volta durante il regno della nuora. Esisteva forse una rivalità fra il monastero di San Maurizio dell'Ordine dei Benedettini fondata da Edith e da Ottone nel 937 a Magdeburgo e l'abbazia di Quedlinburg fondata l'anno prima da Matilde in memoria del defunto marito Enrico I di Sassonia.
Edith accompagnava spesso il marito nei propri viaggi, ma mai lo seguì nelle battaglie e passò l'anno 939 in cui Ottone era militarmente impegnato all'abbazia di Lorsch.
Come i fratelli Edith era estremamente devota a Osvaldo di Northumbria, da cui discendeva, e il suo matrimonio fu un mezzo per diffondere il suo culto anche in Germania e la sua influenza potrebbe essere stato il motivo per cui nacquero alcuni monasteri e chiese in Sassonia dedicate al santo.
Edith morì il 26 gennaio 946.
Dal suo matrimonio con Ottone nacquero:
- Liudolfo di Svevia;
- Liutgarda.

Edith venne sepolta nell'abbazia di San Maurizio di Magdeburgo, su cui oggi è presente il duomo di Magdeburgo, e la sua bara posta dentro un sarcofago di piombo venne aperta nel 2008 dagli archeologi durante dei lavori, un'iscrizione registra che quello era il corpo di Edith che era stato risepolto nel 1510. Portato a Bristol per essere sottoposta a degli esami emerse che quello era il corpo più antico meglio conservato dei reali inglesi e gli Isotopi rivelarono che apparteneva a una donna che era cresciuta nel Wessex e in Mercia come ci aspetterebbe da lei. I resti sono stati nuovamente inumati il 22 ottobre 2010.

## Ascendenza
|                         |   |                 | Genitori       |  |  | Nonni |  |  | Bisnonni             |  |  | Trisnonni          |  |
|                         |   |                 |                |  |  |       |  |  | Etelvulfo del Wessex |  |  | Egberto del Wessex |  |
|                         |   |                 |                |  |  |       |  |  | Etelvulfo del Wessex |  |  | Egberto del Wessex |  |
|                         |   | …               |                |  |  |       |  |  | Etelvulfo del Wessex |  |  |                    |  |
| Alfredo il Grande       |   |                 |                |  |  |       |  |  | Etelvulfo del Wessex |  |  |                    |  |
|                         |   | Osburga         | Oslac di Wight |  |  |       |  |  |                      |  |  |                    |  |
|                         |   | Osburga         | Oslac di Wight |  |  |       |  |  |                      |  |  |                    |  |
|                         |   | Osburga         | …              |  |  |       |  |  |                      |  |  |                    |  |
| Edoardo il Vecchio      |   | Osburga         |                |  |  |       |  |  |                      |  |  |                    |  |
|                         |   | Aethelred Mucil | …              |  |  |       |  |  |                      |  |  |                    |  |
|                         |   | Aethelred Mucil | …              |  |  |       |  |  |                      |  |  |                    |  |
|                         |   | Aethelred Mucil | …              |  |  |       |  |  |                      |  |  |                    |  |
| Ealhswith               |   | Aethelred Mucil |                |  |  |       |  |  |                      |  |  |                    |  |
|                         |   | Eadburh         | …              |  |  |       |  |  |                      |  |  |                    |  |
|                         |   | Eadburh         | …              |  |  |       |  |  |                      |  |  |                    |  |
|                         |   | Eadburh         | …              |  |  |       |  |  |                      |  |  |                    |  |
| Eadgyth                 |   | Eadburh         |                |  |  |       |  |  |                      |  |  |                    |  |
|                         | … | …               |                |  |  |       |  |  |                      |  |  |                    |  |
|                         | … | …               |                |  |  |       |  |  |                      |  |  |                    |  |
|                         | … | …               |                |  |  |       |  |  |                      |  |  |                    |  |
| Aethelhelm di Wiltshire | … |                 |                |  |  |       |  |  |                      |  |  |                    |  |
|                         |   | …               | …              |  |  |       |  |  |                      |  |  |                    |  |
|                         |   | …               | …              |  |  |       |  |  |                      |  |  |                    |  |
|                         |   | …               | …              |  |  |       |  |  |                      |  |  |                    |  |
| Elfleda                 |   | …               |                |  |  |       |  |  |                      |  |  |                    |  |
|                         |   | …               | …              |  |  |       |  |  |                      |  |  |                    |  |
|                         |   | …               | …              |  |  |       |  |  |                      |  |  |                    |  |
|                         |   | …               | …              |  |  |       |  |  |                      |  |  |                    |  |
| …                       |   | …               |                |  |  |       |  |  |                      |  |  |                    |  |
|                         |   | …               | …              |  |  |       |  |  |                      |  |  |                    |  |
|                         |   | …               | …              |  |  |       |  |  |                      |  |  |                    |  |
|                         |   | …               | …              |  |  |       |  |  |                      |  |  |                    |  |
|                         |   | …               |                |  |  |       |  |  |                      |  |  |                    |  |